# Лю Бянь (Хань)
Лю Бянь (кит.: 劉辯; 176—190) — 13-й імператор династії Пізня Хань від 15 травня до 28 вересня 189 року. Посмертне ім'я Шао-ді.

## Життєпис
Походив з імператорської династії Лю. Син Лю Хуна. У 180 році його мати Хе стала імператрицею. Вона намагалася зробити Лю Бяня спадкоємцем трону, втім до самої смерті імператор не зміг зробити вибір. У 189 році після його смерті імператриця Хо оголосила Лю Бяня новим імператором, а себе регенткою.
Державою стали правити імператриця-удовиця Хо разом із своїм зведеним братом Хо Цзінєм. Втім незабаром впливовий євнух Цзянь Шуо вирішив скинути з трону імператора й поставити іншого представника династії — Лю Сє. Втім змова провалилася: Цзяня страчено, а бабцю імператора Дун вигнано з палацу.
Наступним кроком регентки було позбавити влади євнухів. Для цього Хо Цзінь, Юань Шао та Дун Чжо вирішили знищити усіх палацових євнухів. Втім ця змова провалилася. Хо Цзіня було підступно вбито. У відповідь Юань Шао рушив на столицю Лоян, де знищив близько 2 тисяч євнухів. У свою чергу Дун Чжо також спрямував свої війська до столиці. Неподалік від неї захопив імператора та його родину. Разом із цими заручниками Дун Чжо повернувся до Лояна. На вимогу Дуна імператор зрікся влади, отримавши титул Хуннун-вана. Новим імператором Дун Чжо зробив Лю Сє.
У 190 році за наказом Дун Чжо колишнього імператора було отруєно. Дун побоювався, що Лю Бяня зможуть використати у своїх цілях інші повсталі військовики.